# Jules Vandooren
Jules Vandooren (Armentières, 30 dicembre 1908 – Calais, 7 gennaio 1985) è stato un calciatore e allenatore di calcio francese, di ruolo difensore. Era il fratello maggiore del calciatore Roger Vandooren.

## Palmarès

### Allenatore

#### Competizioni nazionali
- Division d'Honneur: 2

Orleans: 1946-1947, 1947-1948
- Seconda divisione belga: 1

Gent: 1967-1968